# Церковь Георгия Победоносца (Родионово)
Церковь Георгия Победоносца — деревянный православный храм в деревне Родионово в Подпорожском районе Ленинградской области. Уникальный памятник деревянного зодчества начала XVI века.
«Церковь Георгия − это три стройных, с мягким повалом, сруба, по которым ступенчато взбегают крутые, клинчатые кровли. Внизу они с трёх сторон охвачены мощным приземистым срубом, крытым пологой двускатной кровлей. Венчает эту композицию упругая, серебрящаяся лемехом главка».

## Местоположение
Церковь расположена на крутом берегу Юксовского озера.

## История
В 1632 году храм был реконструирован и расширен. В ходе реставрационных работ 1971−1972 годов воссоздано крыльцо церкви.